# Ad Nooteboom
Adriaan (Ad) Nooteboom ('s-Gravenhage, 18 juli 1928 – Rotterdam, 24 oktober 2023) was een Nederlands politicus.
Nooteboom was een fiscalist van hervormden huize die namens het CDA staatssecretaris in het eerste kabinet-Van Agt was. Hij was afkomstig uit de kring van de CHU, maar geen uitgesproken politieke figuur. Hij was voorafgaand aan zijn politieke functie belastinginspecteur, belastingadviseur en hoogleraar belastingrecht in Amsterdam. Hij trad begin 1980 tegelijkertijd met minister Andriessen af, toen die vond dat er te weinig bezuinigd werd. Hij keerde in 1981 terug naar het hoogleraarschap, ditmaal in Groningen. Hij zou daar tot 1993 in functie blijven. 
Nooteboom overleed op 95-jarige leeftijd.